# 系统架构演进
系统架构演进（英語：System Architecture Evolution，縮寫：SAE）是3GPP所制定的LTE无线通信的核心网络标准。
SAE是基于GPRS核心网的演进。其主要差别为：
- 简化架构
- 全IP网络（AIPN）
- 支持提供更高吞吐量和更低延迟的接入网
- 多个异构接入网络的互通，包括E-UTRA（LTE和LTE升级版的接入网），3GPP现有系统（例如GPRS和UMTS的接入网GERAN和UTRAN），也支持与非3GPP系统之间的互通（例如WiMAX或CDMA2000或WIFI）

## SAE结构体系
SAE是的传输使用全IP网络，从而支持系统的控制平面和用户平面的分离。
SAE体系结构的主要组成部分是核心分组网演进（EPC，Evolved Packet Core )，也被称为SAE核心。 EPC作用与GPRS网络相似，包含移动性管理组件（MME），服务网关（S-GW）和PDN网关（PDN Gateway）等网元。

核心分组网演进架构

EPC的网元包括：

### MME
移动性管理实体（MME，Mobility Management Entity）：MME是LTE接入网络的关键控制节点。它负责空闲模式UE（用户设备）跟踪和寻呼控制。这些内容也包括UE的注册与注销过程，同时帮助UE选择S-GW，以完成LTE系统核心網路（CN）节点切换。
通过与用户归属服务器（HSS）的信息交流，MME完成用户验证功能。MME是非接入层（NAS）信令的终结点，它负责生成和分配UE的临时ID。它通过鉴权，决定UE是否能享受本服务提供商的服务，并对UE做漫游限制。MME是为NAS信令提供加密/完整性保护的网络节点，并且负责安全密钥管理。MME也支持对信令的合法监听。 MME也通过S3端口的信令提供LTE与2G/3G接入网络之间切换的移动性管理。 对漫游的UE，MME通过S6a接口完成与HSS的通信。

### SGW
服务网关（SGW，Serving Gateway）：S-GW负责用户数据包的路由和转发。当UE在eNodeB之间中继（handover）或在LTE与其他3GPP无线技术（RAT，Radio Access Technology）之间移动时，SGW是其用户面数据的锚点，它通过S4接口与2G/3G系统的SGSN通信。对于空闲状态的UE，SGW是下行数据路径的终点，在下行数据到达时触发对UE的寻呼。SGW管理和存储UE的上下文（context），其内容包括为UE提供的IP承载（bearer）的参数、网络内部的路由信息等。如果使用合法监听功能，它还对用户所传输的数据进行复制。

### PGW
PDN网关（PGW，PDN Gateway）：PDN网关作为连接点，为UE提供与公共数据网（PDN，Packet Data Network）之间的传输。一个UE可以同时通过多个PGW访问多个PDN。PGW实现控制策略的实施、针对用户的数据包过滤、计费、合法监听与数据包筛选。 PGW的另一个关键作用的是作为3GPP和非3GPP网络（例如WiMAX和3GPP2的CDMA 1X和EvDO）之间的移动性管理锚点。

### HSS
归属用户服务器（HSS，Home Subscriber Server）：HSS是一个中央数据库，包含与用户信息和所订阅的服务的信息。HSS的功能包括:移动性管理，呼叫和会话建立的支持，用户认证（authentication）和访问授权（authorization）。 HSS的功能是2G、3G核心网的归属位置寄存器（HLR）和认证中心（AuC）的扩展。

### ANDSF
接入网络发现和选择功能（ANDSF，Access Network Discovery and Selection Function）：ANDSF的功能是用户设备（UE）提供为3GPP和非3GPP（如Wi-Fi）接入网的信息。ANDSF的目的是协助UE发现在其附近的接入网络，并提供接入的优先次序和管理这些网络的连接规则（策略）。

### ePDG
演进的分组数据网关（ePDG，Evolved Packet Data Gateway）：ePDG的主要功能是确保数据传输的UE能够通过不可信的非3GPP接入网连接到EPC。ePDG与UE之间会建立IPsec隧道以传输用户数据。

## 相关资料
- 3GPP page on SAE[永久]
- 3GPP TS 23.401: General Packet Radio Service (GPRS) enhancements for Evolved Universal Terrestrial Radio Access Network (E-UTRAN) access （页面存档备份，存于）
- 3GPP TS 23.402: 3GPP System Architecture Evolution （页面存档备份，存于）
- 3GPP LTE-SAE Overview, by Ulrich Barth (SAE in 2006)